# База «Клейтон»
База «Клейтон» (англ. Basic) — триллер 2003 года, последняя режиссёрская работа Джона Мактирнана на данный момент.

## Сюжет
Фильм начинается с высадки группы рейнджеров-курсантов (Мюллер, Данбар, Пайк, Кендал, Кастро, Нуньез) под командованием сержанта Уэста с вертолёта над джунглями Южной Америки, где-то в зоне Панамского канала. На следующий день, когда вертолёт подлетает к точке сбора, чтобы забрать курсантов, его пилоты видят одного из них, несущим на себе раненного другого и отстреливающегося от третьего. Остальных членов группы нет. В перестрелке третий погибает, а двух оставшихся подбирает вертолёт. Выжившим курсантом оказывается Данбар, раненым Кендал, а погибшим в джунглях — Мюллер.
Расследованием происшествия занимается молодой следователь, капитан Джули Осборн, но командир базы полковник Стайлз приглашает бывшего рейнджера и своего сослуживца Тома Харди для помощи в расследовании, так как находящийся под следствием Данбар передает Осборн записку, в которой говорит, что будет давать показания только рейнджеру. Харди после армии перешел в отдел по борьбе с наркотиками, но в данное время отстранен от работы из-за подозрения в получении взятки. Осборн высказывается резко против участия Харди в расследовании, но вынуждена смириться. В следующие несколько часов Харди и Осборн поочередно допрашивают Данбара и Кендала и замечают некоторые нестыковки в их рассказах. Впоследствии Кендал умирает от отравления, но перед смертью успевает нарисовать на ладони Осборн цифру восемь. Она вспоминает, что цифра восемь была также нарисована на записке Данбара, и тогда Харди рассказывает ей о своем разговоре с полковником, в котором тот признался, что у них на базе была группа для особых заданий под названием «Восьмёрка», которая впоследствии дезертировала и превратилась в банду наркоторговцев. В дальнейшем Данбар рассказывает, что он и другие курсанты употребляли синтетический наркотик, который помогал им справляться с изнурительными тренировками, которым их подвергал сержант Уэст. Производством наркотика занимался главврач местной больницы Пит Вилмер, бывший любовник Осборн. На допросе Вилмер рассказывает все, что знает, а затем раскрывает шокирующий факт: оказывается, настоящий Данбар чернокожий, а тот, кто выдавал себя за него, на самом деле Пайк. Харди и Осборн снимают Пайка с самолёта, на котором его должны были отправить в Штаты, и на повторном допросе тот признается, что все шестеро курсантов были замешаны в торговле кокаином. Уэст собирался разоблачить их, но не успел. Затем в разговоре наедине Харди изобличает Стайлза как организатора наркобизнеса и убийцу Кендала. После неудачной попытки подкупа Стайлз направляет на Харди пистолет, но погибает от руки Осборн, которая случайно подслушала их разговор. Перед отъездом с базы Харди дает Осборн свой номер телефона и советует не переживать из-за убийства Стайлза. Затем Осборн внезапно понимает, что за всеми произошедшими событиями стоит сам Харди. Осборн отправляется за ним и по дороге замечает, как к нему в машину садится Пайк. В итоге Осборн заходит вслед за ними в закусочную в подвале жилого дома. Там она с удивлением обнаруживает живого Уэста и всех курсантов, за исключением погибших Мюллера и Кендала. Все они, включая Харди, и есть «Восьмёрка», секретное подразделение контрразведки, все слухи о том, что они дезертиры и наркоторговцы, они распространяли сами как часть своей легенды, а все произошедшее было частью операции по разоблачению действовавшего на базе «Клейтон» наркосиндиката. В итоге Уэст, оценив навыки Осборн, предлагает ей присоединиться к ним.

## В ролях
| Актёр                 | Роль                          |
| --------------------- | ----------------------------- |
| Джон Траволта         | агент DEA Том Харди           |
| Сэмюэл Л. Джексон     | мастер-сержант Натан Уэст     |
| Конни Нильсен         | капитан Джулия Осборн         |
| Тим Дейли             | полковник Уильям Стайлз       |
| Джованни Рибизи       | второй лейтенант Леви Кендалл |
| Брайан Ван Холт       | сержант Рэй Данбар            |
| Тэй Диггз             | рядовой Пайк                  |
| Розалин Санчез        | рядовая Нуньез                |
| Дэш Майхок            | сержант Мюллер                |
| Кристиан Де Ла Фуэнте | рядовой Кастро                |
| Гарри Конник          | главврач Пит Вилмер           |

Съёмки фильма начались 26 ноября 2001 года в окрестностях Флориды и Панамы, и завершились 9 апреля 2002 года. Рабочее название картины «Форт Клейтон». Первоначально на главные роли в фильме рассматривались кандидатуры Бенисио Дель Торо и Кэтрин Кинер, а на место режиссёра Ли Тамахори.